# آکسل نوملا
آکسل نوملا (استونیایی: Aksel Nõmmela؛ زادهٔ ۲۲ اکتبر ۱۹۹۴) دوچرخه‌سوار اهل استونی است.
از باشگاه‌هایی که در آن بازی کرده‌است می‌توان به دابلیوبی ورانکلاسیک آکوا پروتکت اشاره کرد.